# Brezovica, Radovljica
Brezovica este o localitate din comuna Radovljica, Slovenia, cu o populație de 139 de locuitori.